# 近藤正臣
近藤 正臣（こんどう まさおみ、1942年〈昭和17年〉2月15日 - ）は、日本の俳優。シーズ・マネージメント所属。身長172cm（1972年3月）。

## 略歴
京都市東山区（現在の山科区域）に生まれる。母親は元祇園の芸妓であった。父方の叔父に人間国宝で染付けの大家・近藤悠三（1902年 - 1985年）、曾祖父に幕末の尊王攘夷運動家の近藤正慎がいる。清水寺の境内にある舌切茶屋は近藤正慎の子孫が営む茶屋である。
2歳で父を亡くし、河原町三条で小料理店を営む母の手一つで育てられる。
京都府立洛東高等学校に入学。演劇部に所属し、ボクシングも習っていた。高校演劇コンクールでは、銀賞を受賞している。高校を卒業し、母親が一人で営んでいた小料理店を継ぐために大阪の吉兆で板前修業をする。しかし、いわゆる伝統的日本料理界の厳しさに嫌気がさし、3か月で辞めてアングラ劇団「ドラマ工房」を作り活動する。
京都の松竹でエキストラをしていた20歳のころ、その端正なマスクと演技力を見た助監督たちに「大船（松竹大船撮影所）へ来ないか」と誘われて単身上京した。東京でエキストラをしていた1965年、新橋の喫茶店で、知り合いと打ち合わせをしていたその後の芸能事務所代表と初めて会い、簡単な紹介を受ける。
1966年、小学校の同級生で母校の体育教師と結婚し、若くして子供（娘）をさずかる。
事務所代表と出会ってから1年近くのち、『エロ事師たちより 人類学入門』の坂本スミ子の息子役を見つけられずにいた今村昌平に相談を受けた事務所代表が近藤を思い出し、京都に戻っていた近藤にすぐに連絡をとり、今村に会わせたのがデビューのきっかけとなる。
しかし、その後もしばらく東映京都などで仁侠映画や時代劇の端役が続く。長い下積みを経て、1970年、大河ドラマ『樅ノ木は残った』の端役が決まり、NHKのプロデューサーに上京を勧められていた頃、『柔道一直線』の主人公（桜木健一）のライバル・結城真吾役が決まり、1971年、再び上京し出演したこのドラマで、一気に人気に火がつくことになる。
以後は『冬の雲』『春の嵐』『地の果てまで』と立て続けに出演し、人気を決定づける。1973年には司馬遼太郎原作の大河ドラマ『国盗り物語』で後半の中心人物・明智光秀役を演じる。また、2006年にも司馬の小説を原作とした『功名が辻』に、光秀の盟友となる細川幽斎役で出演。
映画でも『流れの譜』（1974年、監督：貞永方久）、新幹線の運転を妨害しようとする青年医師を演じた『動脈列島』（1975年、監督：増村保造）、『赤穂城断絶』（1978年）など。『神津恭介シリーズ』などドラマ・舞台で活躍。帝国劇場で上演の『ラ・カージュ・オ・フォール』では主人公のドラァグクイーン・ザザ役で妖艶な女装姿を見せた。

## 人物
関西弁を話す愛嬌のある性格で、そのキャラクターから、バラエティ番組にも多く出演し、1985年 - 1987年には朝日放送制作（テレビ朝日系）『クイズなんでも一番館』の司会を務めたり、金鳥「キンチョウリキッド」のCMで、タヌキや河童の被り物をしたシリーズに長らく出演。また、1980年代には片岡鶴太郎や小堺一機が「こんどぉーです」と独特の抑揚を強調した近藤の物まねを持ちネタにしていたが、『欽ちゃんのどこまでやるの!?』に近藤がゲスト出演した際には小堺と一緒に嬉々としてやってみせたこともある。
中学時代からエルヴィス・プレスリーのファン。阪神ファンでもある。
ジャン・ギャバンやリノ・ヴァンチュラ、アラン・ドロンなどのフランス映画のスター・名優を尊敬しており、特にギャバンのパンを食う芝居などは真似をしたり、作品ではジャック・ベッケル監督『現金に手を出すな』やルイ・マル監督『死刑台のエレベーター』が好き。
趣味は、釣りや陶芸、山菜採り。40歳代、ドラマの撮影で郡上八幡（岐阜県郡上市八幡町）を訪れた際、橋の上から見た川の美しさに感動してこの地に魅せられ、以来何度も訪れるようになった。そのような縁から、天野礼子・野田知佑らと共に自然保護運動にも参加したこともある。1年のうち4か月を郡上八幡で暮らしており、2017年からは移り住んでいる。冬は薪ストーブのみで暖を取っている。海や魚をこよなく愛し、スクーバダイビングの経験も豊富。熱帯魚の飼育やアマゾン川での釣りなどの経験もあり。共に暮らした妻は1歳年下で小中高の同窓生、2023年に死去した。
アルコール飲料は本人曰く「全くダメ」。好きな食べ物はお茶漬け。嫌いな食べ物はチーズ。
大道芸人のギリヤーク尼ヶ崎と懇意で、近藤が彼に贈った幟は、毎回の大道芸の際に立てられるのが恒例。
『仮面ライダー』の初期企画「十字仮面」では、毎日放送による企画書で主人公・本郷猛役に決定していた。番組宣伝用のポートレートなども作成されたが、藤岡弘に変更された。

## 出演

### テレビドラマ

#### NHK
- 大河ドラマ
  - 樅ノ木は残った（1970年） - 伊東采女
  - 国盗り物語（1973年） - 明智光秀
  - 黄金の日日（1978年） - 石田三成
  - 徳川家康（1983年） - 松平広忠
  - 太平記（1991年） - 北畠親房
  - 元禄繚乱（1999年） - 牧野成貞
  - 武蔵 MUSASHI（2003年） - 大野治長
  - 功名が辻（2006年） - 細川幽斎
  - 龍馬伝（2010年） - 山内容堂
  - 真田丸（2016年） - 本多正信
- 土曜ドラマ
  - 兄とその妹（1978年） - 間宮敬介
  - 否認（前・後編）（1994年） - 高野万冶営業部長 役 ※第34回日本テレビ技術賞受賞対象作品
  - 再生の町（2009年） - 権藤武雄
  - 心の傷を癒すということ（2020年1月 - 2月） - 永野良夫[11]
- 銀河テレビ小説
  - 冬の稲妻（1982年） - 立花信吾
- コラ!なんばしよっと シリーズ - 岩田克元
  - コラ!なんばしよっと（1991年）
  - コラ!なんばしよっと2（1993年）
  - コラ!なんばしよっと3（1997年）
- 腕におぼえあり3（1993年） - 石森左門
- 山田風太郎 からくり事件帖-警視庁草紙より-（2001年、金曜時代劇） - 川路利良大警視
- 聖徳太子（2001年、NHK大阪 スペシャルドラマ） - 大兄皇子
- 菜の花の沖（2000年） - 網屋幾右衛門
- ペルソナα 〜伝えたい昭和の心〜（2005年） - 朝隈善郎
- スロースタート（2007年） - 真壁太郎
- 陽炎の辻〜居眠り磐音 江戸双紙〜（2007年・2008年・2009年・2010年） - 由蔵
- 連続テレビ小説
  - 瞳（2008年） - 若山善行
  - カーネーション（2012年） - 三浦平蔵
  - ごちそうさん（2013年） - 西門正蔵
  - あさが来た（2015年） - 白岡正吉
- 新選組血風録（2011年4月 - 6月、BSプレミアム BS時代劇） - 鴻池善右衛門
- ヤアになる日〜鳥羽・答志島パラダイス〜（2012年9月30日、BSプレミアム） - 岩波源三
- 火怨・北の英雄 アテルイ伝（2013年1月 - 2月、BSプレミアム BS時代劇） - 桓武天皇
- 吉原裏同心（2014年6月 - 9月、木曜時代劇） - 四郎兵衛
  - 吉原裏同心〜新春吉原の大火〜（2016年1月3日、正月時代劇）[12]
- ヒロシマ8.6ドラマ ふたりのキャンバス（2017年8月1日中国地方先行放送・8月5日全国放送、NHK広島） - 遠藤雄造
- プレミアムドラマ盤上のアルファ〜約束の将棋〜（2019年2月3日 - 2月24日、BSプレミアム） - 千田正三

#### 日本テレビ系
- 若いいのち（1965年） - 朝倉安彦
- 火曜日の女シリーズ クラスメート -高校生ブルース- （1971年）- 矢吹太郎
- つくし誰の子（1971年）
- あの橋の畔で（1972年） - 菅野光晴
- 太陽にほえろ! 第27話「殺し屋の詩」（1973年） ※欠番作品
- 献身（1974年）
- ほおずきの唄（1975年）
- 暖流（1976年 - 1977年、よみうりテレビ） - 日疋祐三
- 今はバラ色が好き（1977年、よみうりテレビ） - 新村達雄
- 風花のひと (1979年）
- 田中丸家御一同様（1982年） - ヘンリー水田
- 松本清張の花氷（1982年、松竹） - 粕谷為三
- 白虎隊（1986年） - 土方歳三
- 田原坂（1987年） - 大久保利通
- 松本清張サスペンス・結婚式（1989年、よみうりテレビ 木曜ゴールデンドラマ） - 新田徹吉
- 禁断の果実（1994年） - 山岸正
- 絢音（2012年8月25日、中京テレビ） - 大沢先生
- 今からあなたを脅迫します（2017年） - 轟 雄之助

#### TBS系
- タケダアワー
  - 柔道一直線（1970年 - 1971年） - 結城真吾
  - ガッツジュン（1971年） - 瀬戸俊之
    - 第2話「アタックチームの挑戦」、第3話「美しき鬼コーチ」
    - 第9話「投げろ!レインボーボール」、第10話「栄光の右腕」
- 水戸黄門（C.A.L）
  - 第1部 第15話「わしは天下の風呂番だ・今治」（1969年11月10日） - 藩士
  - 第42部（C.A.L） - 大久保加賀守
    - 第1話「お前は助さん 俺は格さん・江戸」（2010年10月11日）
    - 第5話「暴かれたヒスイの謎・糸魚川」（2010年11月8日）
    - 第11話「大晦日、都で悪の大掃除・京」（2010年12月20日）
    - 第16話「一触即発、お家騒動！・高松」（2011年2月7日）
    - 最終話「お命頂戴！御老中・江戸」（2011年3月21日）
- 木下恵介・人間の歌シリーズ
  - 冬の雲（1971年） - 前島哲也
  - 春の嵐（1971年）
  - 地の果てまで（1972年、原作：クローニン）ギャラクシー賞第21回期間選奨受賞作品
  - 風の色（1973年） - 香月三郎
  - 旅への誘い（1975年 - 1976年） - 滝沢賢介
- 木下恵介アワー
  - たんとんとん（1971年）
- 千葉周作 剣道まっしぐら 第14話「生命かけて！」（1971年）- 池田達一郎
- 24時間の男（1972年、制作：大映テレビ）
- ウルトラマンA 第12話「サボテン地獄の赤い花」（1972年） - 岸田博士 ※同事務所の高峰圭二の応援として、桜木健一と共に特別出演
- 大岡越前 第3部第23話「狙われた男」（1972年） - 幸太郎
- 東芝日曜劇場
  - 冬の時刻表（1975年3月9日） - 長田秀彦
  - 紙コップのコーヒー（1975年11月30日） - 洋介
  - 遙かなる海（1976年） - 真山宏
  - 夢のながれ（1976年10月17日、CBC） - 高階通夫
  - ゆずり葉（1977年） - 高木浩二
  - 冬の微笑（1978年）- 藤田信一
  - 冬の炎（1980年） - 須田四郎
  - 3年たって恋（1980年） - 菊池大助
  - 手のひらの雪（1984年）
- 分水嶺（1977年、毎日放送） - 井沢良介
- 木曜座
  - 愛がわたしを（1978年） - 楠田浩介
  - 水中花（1979年） - 今野達也
  - 誰かが私を愛してる（1983年、毎日放送） - 高階
- 天皇の料理番（1980年 - 1981年） - 秋山周一郎
- 愛の殺人切符 (1982年）
- 西村京太郎サスペンス 十津川警部シリーズ「ラブ・トレイン下り特急富士殺人事件」（1983年、ザ・サスペンス） - 橋本豊
- 新・いのちの現場から（2006年、毎日放送）
- 暖流（2007年、毎日放送） - 志摩泰英
- 女タクシードライバーの事件日誌6（2012年1月16日、月曜ゴールデン） - 結城秦一郎
- 確証〜警視庁捜査3課第1話（2013年4月15日） - 迫田鉄男
- S -最後の警官-（2014年1月 - 3月） - 霧山六郎
- メゾン・ド・ポリス（2019年1月 - 3月） - 伊達有嗣[13]

#### フジテレビ系
- 銭形平次
  - 第133話「ご寮はん」（1968年） - 幸吉
  - 第195話「江戸っ子長屋」（1970年） - 佐太郎
  - 第831話（1982年） - 清次郎
- 清水次郎長（1971年） - 追分三五郎
- 陽はまた昇る（1973年） - 江藤直彦
- 特捜記者（1974年、関西テレビ） - 夏木鋭一
- 座頭市物語 第25話「渡世人」（1975年、勝プロ） - 野火止の新三
- 夫婦旅日記 さらば浪人第15話「三十五万石をかけた恋」 （1976年7月12日） - 又三郎
- 松本清張の黒い画集・紐（1985年、大映テレビ）
- 女が階段を上る時（1985年、金曜女のドラマスペシャル）
- 晩餐会（1988年3月21日 女性作家サスペンス）
- 鬼平犯科帳 (中村吉右衛門)
  - 第1シリーズ 第1話「暗剣白梅香」（1989年7月12日） - 金子半四郎
  - 第3シリーズ 第18話「おみよは見た」（1992年5月6日） - 青堀の小平次
- 松本清張の異変街道（1993年、金曜エンタテイメント） - 鈴木栄吾
- 御家人斬九郎第4シリーズ 第3話「大利根の月」（1999年、映像京都） - 平手造酒
- 剣客商売第2シリーズ 第11話「妖怪小雨坊」（2000年、松竹） - 伊藤彦太夫
- 出るトコ出ましょ!（2007年） - 野中泰蔵
- 外交官・黒田康作（2011年1月 - 3月）
- キャリア〜掟破りの警察署長〜（2016年10月9日 - 12月11日） - 長下部 晋介

#### テレビ朝日系
- 白頭巾参上 第11話「目撃者を消せ」（1969年、朝日放送・松竹）- 千吉
- 日曜日にはバラを（1972年） - 一色良平
- 斬り抜ける（1974年 - 1975年、朝日放送テレビ・松竹） - 楢井俊平
- 必殺シリーズ（朝日放送・松竹）
  - 必殺仕掛人 第18話「夢を買います恨も買います」（1972年） - 武宮源之丞
  - 新・必殺からくり人（1977年） - 蘭兵衛（高野長英）
  - 必殺剣劇人（1987年） - カルタの綾太郎
  - 必殺スペシャル・必殺忠臣蔵（1987年） - 寺坂吉右衛門
  - 必殺スペシャル・大奥、春日野局の秘密（1989年） - 遠山金四郎（遠山の金ちゃん）
  - 必殺スペシャル・仕事人、京都へ行く 闇討人の謎の首領!（1989年） - 元結の新吉
  - 必殺スペシャル・春 勢ぞろい仕事人! 春雨じゃ、悪人退治(1990年) - 市兵衛
- 土曜ワイド劇場
  - 闇の中の蜜月 死の匂い（1977年）
  - 新・太陽がいっぱい（1979年）
  - けっぱり先生仰げば尊し (1979年）
  - 松本清張の書道教授・消えた死体（1982年1月16日、松竹） - 川上克次
  - 松本清張の溺れ谷「蜂は一度刺して死ぬ！」（1983年4月9日、松竹） - 大屋圭造
  - 火の坂道（1983年7月30日）
  - 探偵・神津恭介の殺人推理（1983年 - 1992年、全11作） - 主演・神津恭介
  - 万引夫人のとんでもない誤解（1984年9月1日）
  - 京都殺人案内22（1996年、朝日放送） - 室津秀介
  - 京都の女庭師風水探偵さくら子（2000年、2002年、朝日放送） - 松原徳右衛門
- 五瓣の椿（1987年、傑作時代劇） - 青木千之助
- 美人OL探偵と窓際刑事（1988年 - 1989年、火曜スーパーワイド） - 矢木耕介
- 美人女子大生妻探偵と田舎刑事（1990年4月10日・11月6日、火曜ミステリー劇場） - 森池雄司
- 裏刑事-URADEKA-（1992年、朝日放送・松竹芸能） - 三枝慎一郎
- 相棒 season11第15話「同窓会」（2013年2月13日） - 岩田浩司
- やすらぎの郷（2017年） - 中山保久
- 科捜研の女（2018年） ‐ 朽木政一
- やすらぎの刻〜道（2020年） - 中山保久

#### テレビ東京
- プレイガール
  - 第16話「女は悪魔に首ったけ」（1969年）
  - 第45話「尼寺殺人事件」（1970年） - 山中洋一
- 新春ワイド時代劇
  - 大忠臣蔵（1989年、松竹） - 浅野内匠頭
  - 次郎長三国志（1991年、松竹） - 松岡万
  - 天下の副将軍水戸光圀 徳川御三家の激闘（1992年、松竹） - 柳生十兵衛
  - 豊臣秀吉 天下を獲る!（1995年、松竹） - 明智光秀
- 江戸中町奉行所（1990年・1992年、松竹） - 水流添我童
- 女と愛とミステリー
  - やもめ記者の事件メモ（2002年） - 赤堀栄太郎
  - パートタイム探偵1（2002年） ‐ 鏡義彦
- 鉄道警察官・清村公三郎7（2011年10月5日、水曜ミステリー9） - 小倉宏
- テレビ東京開局50周年特別番組 永遠の0（2015年） - 井崎源次郎（現代）

#### WOWOW
- 京極夏彦 「怪」 第4話「福神ながし」（2000年9月15日） - 中禅寺洲斎

#### テレビ大阪
- ちょこっと京都に住んでみた。 - 大賀茂
  - （2019年12月29日）「年末ドラマスペシャル」
  - （2022年7月6日 - 8月10日、全6話[注 3]）[15]

### 映画
- 涙を、獅子のたて髪に（監督：篠田正浩、1962年） - 港湾労働者
- 「エロ事師たち」より 人類学入門（監督：今村昌平、1966年）
- 893愚連隊（監督：中島貞夫、1966年）
- 懲役十八年（監督：加藤泰、1967年）
- 十一人の侍（監督：工藤栄一、1967年）
- 男の勝負・関東嵐（監督：山下耕作、1967年）
- 兄弟仁義 続・関東三兄弟（監督：山下耕作、1967年）
- 兄弟仁義 関東命知らず（監督：山下耕作、1967年）
- 兄弟仁義 関東兄貴分（監督：中島貞夫、1967年）
- 妖艶毒婦伝・人斬りお勝（監督：中川信夫、1969年）
- 日本暗殺秘録（監督：中島貞夫、1969年）
- 江戸川乱歩全集 恐怖奇形人間（監督：石井輝男、1969年）
- 柔の星（監督：山田達雄、1970年）
- 花心中（監督：斉藤耕一、1973年）
- 鬼輪番（監督：坪島孝、1974年）
- 流れの譜 第一部動乱 第二部夜明け（監督：貞永方久、1974年）
- 狼よ落日を斬れ 風雲篇・激情篇・怒濤篇（監督：三隅研二、1974年）
- 動脈列島（監督：増村保造、1975年）
- 超高層ホテル殺人事件（監督：貞永方久、1976年）
- 赤穂城断絶（監督：深作欣二、1978年）- 橋本平左衛門
- 衝動殺人 息子よ（監督：木下恵介、1979年）
- 夏服のイヴ（監督：西村潔、1984年）
- 忠臣蔵外伝 四谷怪談（監督：深作欣二、1994年）
- 北の国（ふるさと）へ〜仙台育英学園創始者加藤利吉物語〜（監督：奥中惇夫、教育用ビデオドラマ、1996年）- 加藤利吉
- 新宿少年探偵団（監督：淵井正文、1998年）
- 許されざる者（監督：三池崇史、2003年）- 辻堂成玄
- 妖怪大戦争（監督：三池崇史、2005年） - 猩猩
- もんしぇん（監督：山本草介、2006年）※Webシネマ
- TAJOMARU（監督：中野裕之、2009年）
- 龍三と七人の子分たち（監督：北野武、2015年）
- 海賊とよばれた男（監督：山崎貴、2016年）[16]
- 本能寺ホテル（監督：鈴木雅之、2017年）
- 嘘八百（監督：武正晴、2018年） - 棚橋清一郎
- 耳をすませば（監督：平川雄一朗、2022年） - 西司朗（おじいさん）

### 舞台
- やけたトタン屋根の上の猫（1976年）
- 薄墨の桜（1977年）
- かもめ（1980年）
- にごり江（1984年）
- ラ・カージュ・オ・フォール（1985年）
- 雪国（1985年）
- 五稜郭恋歌（1990年）
- 新・四谷怪談（1990年）
- 流浪伝説（1990年）
- 七人みさき（1991年）
- 仮名手本忠臣蔵（1991年）
- LOVE LETTERS（1992、1993年）
- 夢に舞う女たち（1993年）
- けむり太平記（1994年）
- 恋紅（1994年）
- 天井桟敷の人々（1995年）
- 夢舞台貞奴（1996年）
- 喜劇・帝國こころの妻（1996年）
- 夢ごころ（1997年）
- 西太后（1997年）
- アゲイン -怪人二十面相の優しい夜-（1999、2001、2003年）
- 朗読ドラマ ジョルジュ－ショパンとジョルジュ・サンド（1999年）
- ダブル・アクト（1999年）
- 花たち女たち（2000年）
- あげまん（2000年）
- 鏡花幻想（2000年）
- 出島（2000年）
- 智恵子飛ぶ（2001年）
- 港町十三番地（2003年）
- 鹿鳴館（2003年）
- 春琴抄（2003年）
- 三人吉三東青春（2003年）
- 被告人（2003年）
- 暗い日曜日（2004年）
- 劇場の神様（2005年）
- 好色一代女（2005年）
- 長崎ぶらぶら節（2006年）
- 奇想天外（2008年）
- 恋ぶみ屋一葉（2008年）
- サツキマスの物語（2009年）
- ACT泉鏡花（2010年）
- 島田正吾七回忌追悼公演・平家物語の夕べ（2010年）
- 夢売り瞽女（2011年）
- 大奥 第一章（2011年）
- 紅小僧（2013年）
- 案山子（2014年）
- 京舞 -劇中追善ご挨拶申し上げます-（2014年）
- 正しい教室（2015年）

### ラジオ
- ラブ・サウンズ・スペシャル（ニッポン放送）- パーソナリティ
- 近藤正臣のスクランブルナイト（1984年10月14日 - 1985年4月7日、ニッポン放送） - パーソナリティ
- FMアドベンチャー（NHK-FM）
  - フンボルト海流（1984年10月29日 - 11月2日、11月5日 - 11月9日、原作：谷恒生） - 楯野龍彦[17]
- 青春アドベンチャー（NHK-FM）
  - 封神演義 第2部 朝廷軍の逆襲（1999年8月2日 - 27日）
- 特集オーディオドラマ（NHK-FM）
  - ラヂオ（2000年8月21日 - 24日）
  - 赤い月（2002年1月2日 - 4日）
  - 東西南北夢花道（2007年1月6日）
  - 女歌夢の道行（2009年1月3日）
- FMシアター（NHK-FM）
  - 風呂屋の二階（2002年3月2日、劇作家シリーズ 作：深津篤史）
  - カーン（2003年4月5日）
  - ぐじの小骨（2010年11月13日）
  - タッグ（2016年8月27日）
- いとしのオールディーズ（2007年2月16日、NHKラジオ第1） - ゲスト[18]
- わが人生に乾杯! （2009年11月12日、NHKラジオ第1） - ゲスト[注 4][19]

### 朗読・ナレーション
- 御所浦町閉町映像
- 土と風と空と 野口雨情童謡集より（ビデオ2巻組、ハゴロモ）
- 原典・平家物語
  - 第7巻「維盛都落」
  - 第10巻「維盛出家」「維盛入水」（DVD、ハゴロモ）
- 空旅中国「シャングリラを探して」（2024年2月18日、NHK BS）

### バラエティ
- クイズなんでも一番館（朝日放送） - 司会
- 七人のHOTめだま（フジテレビ） - 司会
- 近藤正臣の味覚人情報（TBS） - 司会

### ドキュメンタリー
- 「未来へ」福島の復興は今…（2013年4月27日、BSフジ） - ナビゲーター
- 妻亡きあとに〜近藤正臣 郡上八幡ひとり暮らし〜（2025年3月20日、NHK BS / 3月22日、NHK BSプレミアム4K） - 出演[20]

### 紀行番組
- ゆらり海遊記（朝日放送）

### 情報番組
- まるっと!ぎふ（NHK岐阜放送局） - 「近藤正臣のまるっと!郡上」コーナー担当。

### CM
- ジェイド（現・ロコンド）『LOCONDO.jp』
- カルピス『アミールS』
- 大鵬薬品工業『チオビタドリンク』
- 日産自動車『バネットセレナ』（C23前期型）
- 大日本除虫菊『キンチョウリキッド』
- トヨタ自動車『スプリンターリフトバック』
- 三信工務店
- 江崎グリコ『アーモンドチョコレート』(唄も担当)
- 多聞酒造（現：大関）『清酒多聞』

## ディスコグラフィ

### シングル
| 発売日             | 規格               | 規格品番           | 面                 | タイトル                       | 作詞               | 作曲               | 編曲               |
| キャニオンレコード | キャニオンレコード | キャニオンレコード | キャニオンレコード | キャニオンレコード             | キャニオンレコード | キャニオンレコード | キャニオンレコード |
| ------------------ | ------------------ | ------------------ | ------------------ | ------------------------------ | ------------------ | ------------------ | ------------------ |
| 1972年1月25日      | EP                 | A-94               | A                  | 明日は今日より暖かい           | 阿久悠             | 小林亜星           | 川口真             |
| 1972年1月25日      | EP                 | A-94               | B                  | 雪が降る                       | 安井かずみ         | アダモ             | 川口真             |
| 1972年2月          | EP                 | A-100              | A                  | 宍道湖周遊歌                   | 木下恵介           | 木下忠司           | 木下忠司           |
| 1972年2月          | EP                 | A-100              | B                  | 春の嵐・愛のテーマ             | 木下恵介           | 木下忠司           | 木下忠司           |
| 東芝音楽工業       |                    |                    |                    |                                |                    |                    |                    |
| 1972年7月          | EP                 | TP-2692            | A                  | つくしの子守唄                 | 橋田壽賀子         | 伊部晴美           | 川口真             |
| 1972年7月          | EP                 | TP-2692            | B                  | 俺が…                          | 近藤正臣           | 矢野誠             | 川口真             |
| TDK RECORDS        |                    |                    |                    |                                |                    |                    |                    |
| 1983年2月5日       | EP                 | T07S-1068          | A                  | I WRITE A SONG                 | 岡田冨美子         | ミッキー吉野       | 戸塚修             |
| 1983年2月5日       | EP                 | T07S-1068          | B                  | 誘惑                           | 青木久美子         | いけたけし         | 戸塚修             |
| 1983年9月5日       | EP                 | T07S-1041          | A                  | ふたりの関係（スージーの場合） | SHOW               | いけたけし         | 戸塚修             |
| 1983年9月5日       | EP                 | T07S-1041          | B                  | Love                           | 比呂公一           | 比呂公一           | 比呂公一           |

### アルバム

#### オリジナル・アルバム
| 発売日 | 規格               | 規格品番           | アルバム                                             |
| キャニオンレコード                                                                                               | キャニオンレコード | キャニオンレコード | キャニオンレコード                                   |
| --- | ------------------ | ------------------ | ---------------------------------------------------- |
| 1971年4月25日 | LP                 | CAL-3002           | ひとりぼっちの部屋・植物誌 ※ナレーション・アルバム。 |
| 東芝音楽工業 |                    |                    |                                                      |
| 1974年4月5日 （1973年12月発売という情報あり：https://twitter.com/ruchishogun/status/850567688325746688?lang=ja） | LP                 | TP-9109            | その世界                                             |
| トリオレコード                                                                                                   |                    |                    |                                                      |
| 1978年4月5日 | LP                 | 3B-1010            | もしも君に逢えずにいたら                             |
| 1979年9月25日 | LP                 | 3B-1029            | 時                                                   |
| TDK RECORDS |                    |                    |                                                      |
| 1983年3月5日 | LP                 | T28A-1012          | The Seduction                                        |
| 1983年10月5日 | LP                 | T28A-1025          | 愛・リトグラフ                                       |

#### ライブ・アルバム
| 発売日         | 規格           | 規格品番       | アルバム |
| キングレコード | キングレコード | キングレコード | キングレコード |
| -------------- | -------------- | -------------- | --- |
| 1984年         | LP             | K20A-501-02    | 近藤正臣vs火野正平 ジョイントライブ ※近藤正臣と火野正平、ふたりの魅力がステージの上で爆発!! ※1983年10月28日 新宿厚生年金大ホール Side.A 〈火野正平〉 1. 冬よこい 2. 御免・御免 3. 礼文航路 4. 哀愁平野 5. 夢のつづき 6. さよなら 7. サンライズ・サンセット Side.B 〈近藤正臣〉 1. シャイなナルシスト 2. 二人の関係 3. 俺達は不良と呼ばれていた 4. 思い出のグリーン・グラス 5. サマー・タイム 6. 近藤正臣のMC 7. 放浪のボレロ 〈2人のデュオ〉 1. ラブ 2. バイバイ・イエスタディ 3. 回転木馬 |

## 写真集
- 『Hard on : 近藤正臣写真集』阿部基 撮影、英知出版、1985年10月10日。

## 受賞歴
1972年度
- エランドール賞 新人賞

2015年度
- 第25回東京スポーツ映画大賞・助演男優賞（『龍三と七人の子分たち』）※中尾彬、品川徹、樋浦勉、伊藤幸純、吉澤健、小野寺昭、安田顕とともに受賞。

2016年度
- 京都市文化功労者

2018年度
- 第70回 NHK放送文化賞